# النشيد الوطني الأوكراني
نشيد أوكرانيا الوطني (الأوكرانية: Ще не вмерла Українa) والذي يعني بالعربية  مجد أوكرانيا لم يختف بعد وهو من كلمات بافلو جوبنسكي ومن موسيقى ميخائيلو فيربتسكي.

## جمهورية أوكرانيا الشعبية
في عام 1917 أصبح نشيد  مجد أوكرانيا لم يختف بعد هو النشيد الرسمي لجمهورية أوكرانيا الشعبية التي لم تدم طويلا، حيث تم منع هذا النشيد عام 1920 من قبل النظام السوفيتي الذي سيطر على البلد.